# Реџи Милер
Реџиналд Вејн Милер (енгл. Reginald Wayne Miller; Риверсајд, Калифорнија, 24. август 1965), познатији као Реџи Милер, бивши је амерички кошаркаш. Играо је на позицији бека. Своју осамнаедогодишњу каријеру (1987—2005) провео је само у једном тиму, Индијана пејсерсима. Пејсерси су његову част повукли дрес са бројем 31 који је он носио. Држи рекорд у NBA-ју по броју постигнутих тројки (2,560).. Тренутно је коментатор NBA утакмица за телевизију ТНТ.
Са репрезентацијом САД освојио је златне медаље на Олимпијским играма у Атланти и на светском првенству у Канади.
Након једне у низу партија против Њујорк Никса познати редитељ Спајк Ли, иначе навијач Њујорчана назвао га је Knick Killer што у преводу на српски значи „Убица Никса“.
Његов брат Дарел Милер је професионални бејзбол играч.

## Одлука о могућем повратку
Бостон Селтикси су 8. августа 2007. године понудили Милеру место у тиму, али је он 24. августа, на свој 42. рођендан, донео одлуку да одустаје од повратка

## Успеси

### Репрезентативни
- Олимпијске игре:  1996.
- Светско првенство:  1994.

### Појединачни
- НБА Ол-стар меч (5): 1990, 1995, 1996, 1998, 2000.
- Идеални тим НБА — трећа постава (3): 1994/95, 1995/96, 1997/98.